# Copa Libertadores 2002
La Copa Libertadores 2002, denominada por motivos comerciales Copa Toyota Libertadores 2002, fue la cuadragésima tercera edición del torneo de clubes más importante de América del Sur, organizado por la Confederación Sudamericana de Fútbol, en la que participaron equipos de diez países: Argentina, Bolivia, Brasil, Chile, Colombia, Ecuador, México, Paraguay, Perú y Uruguay.
El campeón fue Olimpia, que logró derrotar en penales a un histórico São Caetano que por primera vez en su historia (y única hasta la fecha) llegó a la final. Consiguió así su tercer título en la competición, y con él el boleto para la Copa Intercontinental 2002 ante Real Madrid de España, campeón de la Liga de Campeones de la UEFA 2001-02; y la Recopa Sudamericana 2003 frente a San Lorenzo de Argentina, vencedor de la Copa Sudamericana 2002. Asimismo, clasificó a la fase de grupos de la Copa Libertadores 2003.

## Formato
Los representantes de México y Venezuela jugaron una eliminatoria previa en una zona única y bajo el sistema de todos contra todos a ida y vuelta para determinar los últimos 2 equipos que se unirían a los 30 clasificados en la fase de grupos. En esta última, los 32 clubes participantes fueron divididos en ocho grupos de 4 equipos; los dos primeros de cada grupo clasificaron a las fases finales, disputadas bajo el sistema de eliminación directa y compuestas por los octavos de final, los cuartos de final, las semifinales y la final, en la que se declaró al campeón.
|                             |                             | Equipos que entran en esta fase | Equipos que provienen de la fase anterior                                           |
| --------------------------- | --------------------------- | --- | ----------------------------------------------------------------------------------- |
| Fase de grupos (32 equipos) | Fase de grupos (32 equipos) | - 1 equipo, campeón de la Copa Libertadores 2001 - 4 equipos de Argentina y Brasil - 3 equipos de Bolivia, Chile, Colombia, Ecuador, Paraguay, Perú y Uruguay - 2 equipos clasificados de la Copa Pre Libertadores 2002 |                                                                                     |
| Fases finales (16 equipos)  | Fases finales (16 equipos)  | | - 8 equipos primeros de la Fase de grupos - 8 equipos segundos de la Fase de grupos |

## Copa Pre Libertadores
Los dos clasificados de México y los dos de Venezuela se enfrentaron en la Copa Pre Libertadores, con el fin de determinar a los dos últimos cuadros clasificados a la fase de grupos del certamen. El torneo se desarrolló bajo un sistema de liguilla en donde se enfrentaron todos contra todos. Los equipos ubicados en primer y segundo lugar de la tabla final accedieron a la Copa Libertadores.

### Equipos participantes
| País               | Equipo                        | Vía de clasificación                                                                                       |
| ------------------ | ----------------------------- | --- |
| México 2 invitados | América Monarcas Morelia      | Campeón de la Pre Pre Libertadores 2001 Subcampeón de la Pre Pre Libertadores 2001                         |
| Venezuela 2 cupos  | Caracas Deportivo Trujillanos | Campeón de la Primera División de Venezuela 2000-01 Subcampeón de la Primera División de Venezuela 2000-01 |

### Resultados
| Equipo                | Pts. | PJ | PG | PE | PP | GF | GC | DG  |
| --------------------- | ---- | -- | -- | -- | -- | -- | -- | --- |
| América               | 13   | 6  | 4  | 1  | 1  | 15 | 5  | 10  |
| Monarcas Morelia      | 9    | 6  | 3  | 0  | 3  | 9  | 8  | 1   |
| Caracas               | 7    | 6  | 2  | 1  | 3  | 7  | 7  | 0   |
| Deportivo Trujillanos | 6    | 6  | 2  | 0  | 4  | 4  | 15 | –11 |

| \| Fecha \| Lugar \| Local \| Resultado \| Visitante \| \| ------------------------ \| ---------------- \| --------------------- \| --------- \| --------------------- \| \| 26 de septiembre de 2001 \| Valera \| Deportivo Trujillanos \| 1:0 \| Caracas \| \| 3 de octubre de 2001 \| Morelia \| Monarcas Morelia \| 1:3 \| América \| \| 16 de octubre de 2001 \| Valera \| Deportivo Trujillanos \| 0:1 \| Monarcas Morelia \| \| 18 de octubre de 2001 \| Caracas \| Caracas \| 3:1 \| Monarcas Morelia \| \| 23 de octubre de 2001 \| Valera \| Deportivo Trujillanos \| 2:1 \| América \| \| 25 de octubre de 2001 \| Caracas \| Caracas \| 1:1 \| América \| \| 31 de octubre de 2001 \| Ciudad de México \| América \| 2:0 \| Monarcas Morelia \| \| 31 de octubre de 2001 \| Caracas \| Caracas \| 3:0 \| Deportivo Trujillanos \| \| 20 de noviembre de 2001 \| Morelia \| Monarcas Morelia \| 3:0 \| Deportivo Trujillanos \| \| 22 de noviembre de 2001 \| Ciudad de México \| América \| 7:1 \| Deportivo Trujillanos \| \| 27 de noviembre de 2001 \| Morelia \| Monarcas Morelia \| 3:0 \| Caracas \| \| 29 de noviembre de 2001 \| Ciudad de México \| América \| 1:0 \| Caracas \| |                  |                       |           |                       |
| Fecha | Lugar            | Local                 | Resultado | Visitante             |
| 26 de septiembre de 2001 | Valera           | Deportivo Trujillanos | 1:0       | Caracas               |
| 3 de octubre de 2001 | Morelia          | Monarcas Morelia      | 1:3       | América               |
| 16 de octubre de 2001 | Valera           | Deportivo Trujillanos | 0:1       | Monarcas Morelia      |
| 18 de octubre de 2001 | Caracas          | Caracas               | 3:1       | Monarcas Morelia      |
| 23 de octubre de 2001 | Valera           | Deportivo Trujillanos | 2:1       | América               |
| 25 de octubre de 2001 | Caracas          | Caracas               | 1:1       | América               |
| 31 de octubre de 2001 | Ciudad de México | América               | 2:0       | Monarcas Morelia      |
| 31 de octubre de 2001 | Caracas          | Caracas               | 3:0       | Deportivo Trujillanos |
| 20 de noviembre de 2001 | Morelia          | Monarcas Morelia      | 3:0       | Deportivo Trujillanos |
| 22 de noviembre de 2001 | Ciudad de México | América               | 7:1       | Deportivo Trujillanos |
| 27 de noviembre de 2001 | Morelia          | Monarcas Morelia      | 3:0       | Caracas               |
| 29 de noviembre de 2001 | Ciudad de México | América               | 1:0       | Caracas               |

## Equipos participantes
En cursiva los equipos debutantes en el torneo.
| País                                | Equipo                                                            | Vía de clasificación |
| ----------------------------------- | ----------------------------------------------------------------- | --- |
| Argentina 4 cupos + campeón vigente | Boca Juniors San Lorenzo River Plate Talleres (C) Vélez Sarsfield | Campeón de la Copa Libertadores 2001 y del Torneo Apertura 2000 Campeón del Torneo Clausura 2001 Mejor equipo ubicado en la tabla de posiciones del Campeonato de Primera División 2000-01 2.º mejor equipo ubicado en la tabla de posiciones del Campeonato de Primera División 2000-01 3.º mejor equipo ubicado en la tabla de posiciones del Campeonato de Primera División 2000-01 |
| Bolivia 3 cupos                     | Oriente Petrolero Bolívar Real Potosí                             | Campeón del Campeonato de Primera División 2001 Subcampeón del Campeonato de Primera División 2001 2.º puesto del cuadrangular final del Torneo Clausura del Campeonato de Primera División 2001 |
| Brasil 4 cupos                      | Atlético Paranaense Grêmio Flamengo São Caetano                   | Campeón del Campeonato Brasileño de 2001 Campeón de la Copa de Brasil 2001 Campeón de la Copa de Campeones 2001 Subcampeón del Campeonato Brasileño de 2001 |
| Chile 3 cupos                       | Santiago Wanderers Universidad Católica Cobreloa                  | Campeón del Campeonato de Primera División 2001 Subcampeón del Campeonato de Primera División 2001 Ganador de la Liguilla Pre-Libertadores 2001 |
| Colombia 3 cupos                    | América de Cali Cortuluá Once Caldas                              | Campeón de la Campeonato Colombiano 2001 Ganador del Torneo Apertura 2001 Ganador del Torneo Finalización 2001 |
| Ecuador 3 cupos                     | Emelec El Nacional Olmedo                                         | Campeón del Campeonato Ecuatoriano de 2001 Subcampeón del Campeonato Ecuatoriano de 2001 3.º puesto de la Liguilla Final del Campeonato Ecuatoriano de 2001 |
| México 2 invitados                  | América Monarcas Morelia                                          | 1.º puesto de la Copa Pre Libertadores 2002 2.º puesto de la Copa Pre Libertadores 2002 |
| Paraguay 3 cupos                    | Cerro Porteño 12 de Octubre Olimpia                               | Campeón del Campeonato Paraguayo de 2001 Ganador de la Liguilla Pre-Libertadores 2002 2.º puesto de la Liguilla Pre-Libertadores 2002 |
| Perú 3 cupos                        | Alianza Lima Cienciano Sporting Cristal                           | Campeón del Campeonato Descentralizado 2001 Subcampeón del Campeonato Descentralizado 2001 Ganador de la serie de partidos entre el subcampeón del Torneo Apertura 2001 y el subcampeón del Torneo Clausura 2001 |
| Uruguay 3 cupos                     | Nacional Peñarol Montevideo Wanderers                             | Campeón del Campeonato Uruguayo de 2001 Ganador del Torneo Clasificatorio 2001 Ganador de la Liguilla Pre-Libertadores de América de 2001 |

### Distribución geográfica de los equipos
Distribución geográfica de las sedes de los equipos participantes:

## Fase de grupos

### Grupo 1
| Equipo        | Pts. | PJ | PG | PE | PP | GF | GC | DG  |
| ------------- | ---- | -- | -- | -- | -- | -- | -- | --- |
| São Caetano   | 12   | 6  | 4  | 0  | 2  | 14 | 4  | 10  |
| Cobreloa      | 12   | 6  | 4  | 0  | 2  | 12 | 8  | 4   |
| Cerro Porteño | 10   | 6  | 3  | 1  | 2  | 7  | 6  | 1   |
| Alianza Lima  | 1    | 6  | 0  | 1  | 5  | 1  | 16 | –15 |

| \| Fecha \| Lugar \| Local \| Resultado \| Visitante \| \| ------------- \| ------------------ \| ------------- \| --------- \| ------------- \| \| 5 de febrero \| Lima \| Alianza Lima \| 0:0 \| Cerro Porteño \| \| 6 de febrero \| Calama \| Cobreloa \| 2:1 \| São Caetano \| \| 13 de febrero \| São Caetano do Sul \| São Caetano \| 4:0 \| Alianza Lima \| \| 19 de febrero \| Asunción \| Cerro Porteño \| 3:0 \| Cobreloa \| \| 26 de febrero \| Calama \| Cobreloa \| 5:0 \| Alianza Lima \| \| 5 de marzo \| Ciudad del Este \| Cerro Porteño \| 1:3 \| São Caetano \| \| 13 de marzo \| Asunción \| Cerro Porteño \| 2:0 \| Alianza Lima \| \| 14 de marzo \| São Caetano do Sul \| São Caetano \| 3:0 \| Cobreloa \| \| 28 de marzo \| Lima \| Alianza Lima \| 0:3 \| São Caetano \| \| 4 de abril \| Calama \| Cobreloa \| 3:0 \| Cerro Porteño \| \| 10 de abril \| Lima \| Alianza Lima \| 1:2 \| Cobreloa \| \| 10 de abril \| São Caetano do Sul \| São Caetano \| 0:1 \| Cerro Porteño \| |                    |               |           |               |
| Fecha | Lugar              | Local         | Resultado | Visitante     |
| 5 de febrero | Lima               | Alianza Lima  | 0:0       | Cerro Porteño |
| 6 de febrero | Calama             | Cobreloa      | 2:1       | São Caetano   |
| 13 de febrero | São Caetano do Sul | São Caetano   | 4:0       | Alianza Lima  |
| 19 de febrero | Asunción           | Cerro Porteño | 3:0       | Cobreloa      |
| 26 de febrero | Calama             | Cobreloa      | 5:0       | Alianza Lima  |
| 5 de marzo | Ciudad del Este    | Cerro Porteño | 1:3       | São Caetano   |
| 13 de marzo | Asunción           | Cerro Porteño | 2:0       | Alianza Lima  |
| 14 de marzo | São Caetano do Sul | São Caetano   | 3:0       | Cobreloa      |
| 28 de marzo | Lima               | Alianza Lima  | 0:3       | São Caetano   |
| 4 de abril | Calama             | Cobreloa      | 3:0       | Cerro Porteño |
| 10 de abril | Lima               | Alianza Lima  | 1:2       | Cobreloa      |
| 10 de abril | São Caetano do Sul | São Caetano   | 0:1       | Cerro Porteño |

### Grupo 2
| Equipo            | Pts. | PJ | PG | PE | PP | GF | GC | DG |
| ----------------- | ---- | -- | -- | -- | -- | -- | -- | -- |
| Grêmio            | 12   | 6  | 4  | 0  | 2  | 11 | 7  | 4  |
| Cienciano         | 9    | 6  | 3  | 0  | 3  | 8  | 7  | 1  |
| 12 de Octubre     | 9    | 6  | 3  | 0  | 3  | 5  | 7  | –2 |
| Oriente Petrolero | 6    | 6  | 2  | 0  | 4  | 10 | 13 | –3 |

| \| Fecha \| Lugar \| Local \| Resultado \| Visitante \| \| ------------- \| ------------ \| ----------------- \| --------- \| ----------------- \| \| 7 de febrero \| Santa Cruz \| Oriente Petrolero \| 2:4 \| Grêmio \| \| 8 de febrero \| Cuzco \| Cienciano \| 3:0 \| 12 de Octubre \| \| 13 de febrero \| Santa Cruz \| Oriente Petrolero \| 3:1 \| Cienciano \| \| 20 de febrero \| Asunción \| 12 de Octubre \| 3:2 \| Oriente Petrolero \| \| 20 de febrero \| Porto Alegre \| Grêmio \| 2:0 \| Cienciano \| \| 28 de febrero \| Porto Alegre \| Grêmio \| 3:2 \| Oriente Petrolero \| \| 12 de marzo \| Asunción \| 12 de Octubre \| 1:0 \| Grêmio \| \| 19 de marzo \| Asunción \| 12 de Octubre \| 1:0 \| Cienciano \| \| 2 de abril \| Santa Cruz \| Oriente Petrolero \| 1:0 \| 12 de Octubre \| \| 3 de abril \| Cuzco \| Cienciano \| 2:1 \| Grêmio \| \| 9 de abril \| Cuzco \| Cienciano \| 2:0 \| Oriente Petrolero \| \| 9 de abril \| Porto Alegre \| Grêmio \| 1:0 \| 12 de Octubre \| |              |                   |           |                   |
| Fecha | Lugar        | Local             | Resultado | Visitante         |
| 7 de febrero | Santa Cruz   | Oriente Petrolero | 2:4       | Grêmio            |
| 8 de febrero | Cuzco        | Cienciano         | 3:0       | 12 de Octubre     |
| 13 de febrero | Santa Cruz   | Oriente Petrolero | 3:1       | Cienciano         |
| 20 de febrero | Asunción     | 12 de Octubre     | 3:2       | Oriente Petrolero |
| 20 de febrero | Porto Alegre | Grêmio            | 2:0       | Cienciano         |
| 28 de febrero | Porto Alegre | Grêmio            | 3:2       | Oriente Petrolero |
| 12 de marzo | Asunción     | 12 de Octubre     | 1:0       | Grêmio            |
| 19 de marzo | Asunción     | 12 de Octubre     | 1:0       | Cienciano         |
| 2 de abril | Santa Cruz   | Oriente Petrolero | 1:0       | 12 de Octubre     |
| 3 de abril | Cuzco        | Cienciano         | 2:1       | Grêmio            |
| 9 de abril | Cuzco        | Cienciano         | 2:0       | Oriente Petrolero |
| 9 de abril | Porto Alegre | Grêmio            | 1:0       | 12 de Octubre     |

### Grupo 3
| Equipo      | Pts. | PJ | PG | PE | PP | GF | GC | DG |
| ----------- | ---- | -- | -- | -- | -- | -- | -- | -- |
| Peñarol     | 12   | 6  | 4  | 0  | 2  | 11 | 7  | 4  |
| El Nacional | 12   | 6  | 4  | 0  | 2  | 10 | 6  | 4  |
| San Lorenzo | 6    | 6  | 2  | 0  | 4  | 6  | 8  | –2 |
| Real Potosí | 6    | 6  | 2  | 0  | 4  | 10 | 16 | –6 |

| \| Fecha \| Lugar \| Local \| Resultado \| Visitante \| \| ------------- \| ------------ \| ----------- \| --------- \| ----------- \| \| 5 de febrero \| Quito \| El Nacional \| 1:0 \| Peñarol \| \| 5 de febrero \| Potosí \| Real Potosí \| 1:0 \| San Lorenzo \| \| 19 de febrero \| Montevideo \| Peñarol \| 4:0 \| Real Potosí \| \| 26 de febrero \| Buenos Aires \| San Lorenzo \| 1:0 \| El Nacional \| \| 5 de marzo \| Potosí \| Real Potosí \| 2:4 \| El Nacional \| \| 6 de marzo \| Montevideo \| Peñarol \| 1:0 \| San Lorenzo \| \| 12 de marzo \| Montevideo \| Peñarol \| 3:0 \| El Nacional \| \| 12 de marzo \| Buenos Aires \| San Lorenzo \| 5:1 \| Real Potosí \| \| 19 de marzo \| Potosí \| Real Potosí \| 6:1 \| Peñarol \| \| 19 de marzo \| Quito \| El Nacional \| 3:0 \| San Lorenzo \| \| 9 de abril \| Quito \| El Nacional \| 2:0 \| Real Potosí \| \| 9 de abril \| Buenos Aires \| San Lorenzo \| 0:2 \| Peñarol \| |              |             |           |             |
| Fecha | Lugar        | Local       | Resultado | Visitante   |
| 5 de febrero | Quito        | El Nacional | 1:0       | Peñarol     |
| 5 de febrero | Potosí       | Real Potosí | 1:0       | San Lorenzo |
| 19 de febrero | Montevideo   | Peñarol     | 4:0       | Real Potosí |
| 26 de febrero | Buenos Aires | San Lorenzo | 1:0       | El Nacional |
| 5 de marzo | Potosí       | Real Potosí | 2:4       | El Nacional |
| 6 de marzo | Montevideo   | Peñarol     | 1:0       | San Lorenzo |
| 12 de marzo | Montevideo   | Peñarol     | 3:0       | El Nacional |
| 12 de marzo | Buenos Aires | San Lorenzo | 5:1       | Real Potosí |
| 19 de marzo | Potosí       | Real Potosí | 6:1       | Peñarol     |
| 19 de marzo | Quito        | El Nacional | 3:0       | San Lorenzo |
| 9 de abril | Quito        | El Nacional | 2:0       | Real Potosí |
| 9 de abril | Buenos Aires | San Lorenzo | 0:2       | Peñarol     |

### Grupo 4
| Equipo              | Pts. | PJ | PG | PE | PP | GF | GC | DG |
| ------------------- | ---- | -- | -- | -- | -- | -- | -- | -- |
| América de Cali     | 11   | 6  | 3  | 2  | 1  | 10 | 3  | 7  |
| Olmedo              | 9    | 6  | 3  | 0  | 3  | 7  | 7  | 0  |
| Bolívar             | 8    | 6  | 2  | 2  | 2  | 11 | 13 | –2 |
| Atlético Paranaense | 5    | 6  | 1  | 2  | 3  | 10 | 15 | –5 |

| \| Fecha \| Lugar \| Local \| Resultado \| Visitante \| \| ------------- \| -------- \| ------------------- \| --------- \| ------------------- \| \| 5 de febrero \| Curitiba \| Atlético Paranaense \| 1:2 \| Bolívar \| \| 7 de febrero \| Cali \| América de Cali \| 1:0 \| Olmedo \| \| 19 de febrero \| Riobamba \| Olmedo \| 2:1 \| Atlético Paranaense \| \| 20 de febrero \| La Paz \| Bolívar \| 1:1 \| América de Cali \| \| 27 de febrero \| Curitiba \| Atlético Paranaense \| 1:1 \| América de Cali \| \| 28 de febrero \| Riobamba \| Olmedo \| 4:1 \| Bolívar \| \| 5 de marzo \| Riobamba \| Olmedo \| 1:0 \| América de Cali \| \| 12 de marzo \| La Paz \| Bolívar \| 5:5 \| Atlético Paranaense \| \| 19 de marzo \| Curitiba \| Atlético Paranaense \| 2:0 \| Olmedo \| \| 21 de marzo \| Cali \| América de Cali \| 2:0 \| Bolívar \| \| 26 de marzo \| La Paz \| Bolívar \| 2:0 \| Olmedo \| \| 26 de marzo \| Cali \| América de Cali \| 5:0 \| Atlético Paranaense \| |          |                     |           |                     |
| Fecha | Lugar    | Local               | Resultado | Visitante           |
| 5 de febrero | Curitiba | Atlético Paranaense | 1:2       | Bolívar             |
| 7 de febrero | Cali     | América de Cali     | 1:0       | Olmedo              |
| 19 de febrero | Riobamba | Olmedo              | 2:1       | Atlético Paranaense |
| 20 de febrero | La Paz   | Bolívar             | 1:1       | América de Cali     |
| 27 de febrero | Curitiba | Atlético Paranaense | 1:1       | América de Cali     |
| 28 de febrero | Riobamba | Olmedo              | 4:1       | Bolívar             |
| 5 de marzo | Riobamba | Olmedo              | 1:0       | América de Cali     |
| 12 de marzo | La Paz   | Bolívar             | 5:5       | Atlético Paranaense |
| 19 de marzo | Curitiba | Atlético Paranaense | 2:0       | Olmedo              |
| 21 de marzo | Cali     | América de Cali     | 2:0       | Bolívar             |
| 26 de marzo | La Paz   | Bolívar             | 2:0       | Olmedo              |
| 26 de marzo | Cali     | América de Cali     | 5:0       | Atlético Paranaense |

### Grupo 5
| Equipo           | Pts. | PJ | PG | PE | PP | GF | GC | DG |
| ---------------- | ---- | -- | -- | -- | -- | -- | -- | -- |
| Monarcas Morelia | 14   | 6  | 4  | 2  | 0  | 15 | 7  | 8  |
| Nacional         | 11   | 6  | 3  | 2  | 1  | 13 | 12 | 1  |
| Vélez Sarsfield  | 8    | 6  | 2  | 2  | 2  | 8  | 8  | 0  |
| Sporting Cristal | 0    | 6  | 0  | 0  | 6  | 5  | 14 | –9 |

| \| Fecha \| Lugar \| Local \| Resultado \| Visitante \| \| ------------- \| ------------ \| ---------------- \| --------- \| ---------------- \| \| 5 de febrero \| Morelia \| Monarcas Morelia \| 0:0 \| Vélez Sarsfield \| \| 6 de febrero \| Lima \| Sporting Cristal \| 3:4 \| Nacional \| \| 21 de febrero \| Montevideo \| Nacional \| 3:3 \| Monarcas Morelia \| \| 26 de febrero \| Buenos Aires \| Vélez Sársfield \| 1:0 \| Sporting Cristal \| \| 5 de marzo \| Montevideo \| Nacional \| 2:2 \| Vélez Sársfield \| \| 5 de marzo \| Morelia \| Monarcas Morelia \| 4:0 \| Sporting Cristal \| \| 13 de marzo \| Buenos Aires \| Vélez Sársfield \| 2:3 \| Monarcas Morelia \| \| 14 de marzo \| Montevideo \| Nacional \| 1:0 \| Sporting Cristal \| \| 20 de marzo \| Lima \| Sporting Cristal \| 2:3 \| Vélez Sársfield \| \| 4 de abril \| Morelia \| Monarcas Morelia \| 4:2 \| Nacional \| \| 11 de abril \| Lima \| Sporting Cristal \| 0:1 \| Monarcas Morelia \| \| 11 de abril \| Buenos Aires \| Vélez Sársfield \| 0:1 \| Nacional \| |              |                  |           |                  |
| Fecha | Lugar        | Local            | Resultado | Visitante        |
| 5 de febrero | Morelia      | Monarcas Morelia | 0:0       | Vélez Sarsfield  |
| 6 de febrero | Lima         | Sporting Cristal | 3:4       | Nacional         |
| 21 de febrero | Montevideo   | Nacional         | 3:3       | Monarcas Morelia |
| 26 de febrero | Buenos Aires | Vélez Sársfield  | 1:0       | Sporting Cristal |
| 5 de marzo | Montevideo   | Nacional         | 2:2       | Vélez Sársfield  |
| 5 de marzo | Morelia      | Monarcas Morelia | 4:0       | Sporting Cristal |
| 13 de marzo | Buenos Aires | Vélez Sársfield  | 2:3       | Monarcas Morelia |
| 14 de marzo | Montevideo   | Nacional         | 1:0       | Sporting Cristal |
| 20 de marzo | Lima         | Sporting Cristal | 2:3       | Vélez Sársfield  |
| 4 de abril | Morelia      | Monarcas Morelia | 4:2       | Nacional         |
| 11 de abril | Lima         | Sporting Cristal | 0:1       | Monarcas Morelia |
| 11 de abril | Buenos Aires | Vélez Sársfield  | 0:1       | Nacional         |

### Grupo 6
| Equipo               | Pts. | PJ | PG | PE | PP | GF | GC | DG |
| -------------------- | ---- | -- | -- | -- | -- | -- | -- | -- |
| Boca Juniors         | 13   | 6  | 4  | 1  | 1  | 7  | 2  | 5  |
| Montevideo Wanderers | 10   | 6  | 3  | 1  | 2  | 8  | 7  | 1  |
| Santiago Wanderers   | 9    | 6  | 2  | 3  | 1  | 6  | 6  | 0  |
| Emelec               | 1    | 6  | 0  | 1  | 5  | 4  | 10 | –6 |

| \| Fecha \| Lugar \| Local \| Resultado \| Visitante \| \| ------------- \| ------------ \| -------------------- \| --------- \| -------------------- \| \| 6 de febrero \| Montevideo \| Montevideo Wanderers \| 3:1 \| Emelec \| \| 13 de febrero \| Buenos Aires \| Boca Juniors \| 0:0 \| Santiago Wanderers \| \| 19 de febrero \| Viña del Mar \| Santiago Wanderers \| 1:1 \| Montevideo Wanderers \| \| 27 de febrero \| Guayaquil \| Emelec \| 1:2 \| Boca Juniors \| \| 6 de marzo \| Guayaquil \| Emelec \| 1:1 \| Santiago Wanderers \| \| 6 de marzo \| Buenos Aires \| Boca Juniors \| 2:0 \| Montevideo Wanderers \| \| 13 de marzo \| Guayaquil \| Emelec \| 0:1 \| Montevideo Wanderers \| \| 14 de marzo \| Viña del Mar \| Santiago Wanderers \| 1:0 \| Boca Juniors \| \| 20 de marzo \| Montevideo \| Montevideo Wanderers \| 3:1 \| Santiago Wanderers \| \| 20 de marzo \| Buenos Aires \| Boca Juniors \| 1:0 \| Emelec \| \| 10 de abril \| Valparaíso \| Santiago Wanderers \| 2:1 \| Emelec \| \| 10 de abril \| Montevideo \| Montevideo Wanderers \| 0:2 \| Boca Juniors \| |              |                      |           |                      |
| Fecha | Lugar        | Local                | Resultado | Visitante            |
| 6 de febrero | Montevideo   | Montevideo Wanderers | 3:1       | Emelec               |
| 13 de febrero | Buenos Aires | Boca Juniors         | 0:0       | Santiago Wanderers   |
| 19 de febrero | Viña del Mar | Santiago Wanderers   | 1:1       | Montevideo Wanderers |
| 27 de febrero | Guayaquil    | Emelec               | 1:2       | Boca Juniors         |
| 6 de marzo | Guayaquil    | Emelec               | 1:1       | Santiago Wanderers   |
| 6 de marzo | Buenos Aires | Boca Juniors         | 2:0       | Montevideo Wanderers |
| 13 de marzo | Guayaquil    | Emelec               | 0:1       | Montevideo Wanderers |
| 14 de marzo | Viña del Mar | Santiago Wanderers   | 1:0       | Boca Juniors         |
| 20 de marzo | Montevideo   | Montevideo Wanderers | 3:1       | Santiago Wanderers   |
| 20 de marzo | Buenos Aires | Boca Juniors         | 1:0       | Emelec               |
| 10 de abril | Valparaíso   | Santiago Wanderers   | 2:1       | Emelec               |
| 10 de abril | Montevideo   | Montevideo Wanderers | 0:2       | Boca Juniors         |

### Grupo 7
| Equipo       | Pts. | PJ | PG | PE | PP | GF | GC | DG |
| ------------ | ---- | -- | -- | -- | -- | -- | -- | -- |
| América      | 16   | 6  | 5  | 1  | 0  | 9  | 2  | 7  |
| River Plate  | 9    | 6  | 2  | 3  | 1  | 8  | 4  | 4  |
| Talleres (C) | 5    | 6  | 1  | 2  | 3  | 5  | 9  | –4 |
| Cortuluá     | 3    | 6  | 1  | 0  | 5  | 9  | 16 | –7 |

| \| Fecha \| Lugar \| Local \| Resultado \| Visitante \| \| ------------- \| ---------------- \| ------------ \| --------- \| ------------ \| \| 6 de febrero \| Ciudad de México \| América \| 2:0 \| Talleres (C) \| \| 14 de febrero \| Buenos Aires \| River Plate \| 0:0 \| Talleres (C) \| \| 20 de febrero \| Pereira \| Cortuluá \| 0:2 \| América \| \| 27 de febrero \| Córdoba \| Talleres (C) \| 2:1 \| Cortuluá \| \| 28 de febrero \| Buenos Aires \| River Plate \| 0:1 \| América \| \| 7 de marzo \| Buenos Aires \| River Plate \| 2:0 \| Cortuluá \| \| 12 de marzo \| Pereira \| Cortuluá \| 4:2 \| Talleres (C) \| \| 13 de marzo \| Ciudad de México \| América \| 0:0 \| River Plate \| \| 21 de marzo \| Córdoba \| Talleres (C) \| 0:1 \| América \| \| 21 de marzo \| Pereira \| Cortuluá \| 2:5 \| River Plate \| \| 11 de abril \| Córdoba \| Talleres (C) \| 1:1 \| River Plate \| \| 11 de abril \| Ciudad de México \| América \| 3:2 \| Cortuluá \| |                  |              |           |              |
| Fecha | Lugar            | Local        | Resultado | Visitante    |
| 6 de febrero | Ciudad de México | América      | 2:0       | Talleres (C) |
| 14 de febrero | Buenos Aires     | River Plate  | 0:0       | Talleres (C) |
| 20 de febrero | Pereira          | Cortuluá     | 0:2       | América      |
| 27 de febrero | Córdoba          | Talleres (C) | 2:1       | Cortuluá     |
| 28 de febrero | Buenos Aires     | River Plate  | 0:1       | América      |
| 7 de marzo | Buenos Aires     | River Plate  | 2:0       | Cortuluá     |
| 12 de marzo | Pereira          | Cortuluá     | 4:2       | Talleres (C) |
| 13 de marzo | Ciudad de México | América      | 0:0       | River Plate  |
| 21 de marzo | Córdoba          | Talleres (C) | 0:1       | América      |
| 21 de marzo | Pereira          | Cortuluá     | 2:5       | River Plate  |
| 11 de abril | Córdoba          | Talleres (C) | 1:1       | River Plate  |
| 11 de abril | Ciudad de México | América      | 3:2       | Cortuluá     |

### Grupo 8
| Equipo               | Pts. | PJ | PG | PE | PP | GF | GC | DG |
| -------------------- | ---- | -- | -- | -- | -- | -- | -- | -- |
| Olimpia              | 11   | 6  | 3  | 2  | 1  | 8  | 5  | 3  |
| Universidad Católica | 10   | 6  | 3  | 1  | 2  | 9  | 8  | 1  |
| Once Caldas          | 9    | 6  | 3  | 0  | 3  | 10 | 11 | –1 |
| Flamengo             | 4    | 6  | 1  | 1  | 4  | 6  | 9  | –3 |

| \| Fecha \| Lugar \| Local \| Resultado \| Visitante \| \| ------------- \| -------------- \| -------------------- \| --------- \| -------------------- \| \| 6 de febrero \| Manizales \| Once Caldas \| 1:0 \| Flamengo \| \| 14 de febrero \| Río de Janeiro \| Flamengo \| 1:3 \| Universidad Católica \| \| 21 de febrero \| Asunción \| Olimpia \| 3:2 \| Once Caldas \| \| 27 de febrero \| Santiago \| Universidad Católica \| 0:1 \| Olimpia \| \| 27 de febrero \| Río de Janeiro \| Flamengo \| 4:1 \| Once Caldas \| \| 6 de marzo \| Río de Janeiro \| Flamengo \| 0:0 \| Olimpia \| \| 7 de marzo \| Manizales \| Once Caldas \| 3:0 \| Universidad Católica \| \| 13 de marzo \| Santiago \| Universidad Católica \| 2:1 \| Flamengo \| \| 19 de marzo \| Manizales \| Once Caldas \| 2:1 \| Olimpia \| \| 2 de abril \| Asunción \| Olimpia \| 1:1 \| Universidad Católica \| \| 10 de abril \| Asunción \| Olimpia \| 2:0 \| Flamengo \| \| 10 de abril \| Santiago \| Universidad Católica \| 3:1 \| Once Caldas \| |                |                      |           |                      |
| Fecha | Lugar          | Local                | Resultado | Visitante            |
| 6 de febrero | Manizales      | Once Caldas          | 1:0       | Flamengo             |
| 14 de febrero | Río de Janeiro | Flamengo             | 1:3       | Universidad Católica |
| 21 de febrero | Asunción       | Olimpia              | 3:2       | Once Caldas          |
| 27 de febrero | Santiago       | Universidad Católica | 0:1       | Olimpia              |
| 27 de febrero | Río de Janeiro | Flamengo             | 4:1       | Once Caldas          |
| 6 de marzo | Río de Janeiro | Flamengo             | 0:0       | Olimpia              |
| 7 de marzo | Manizales      | Once Caldas          | 3:0       | Universidad Católica |
| 13 de marzo | Santiago       | Universidad Católica | 2:1       | Flamengo             |
| 19 de marzo | Manizales      | Once Caldas          | 2:1       | Olimpia              |
| 2 de abril | Asunción       | Olimpia              | 1:1       | Universidad Católica |
| 10 de abril | Asunción       | Olimpia              | 2:0       | Flamengo             |
| 10 de abril | Santiago       | Universidad Católica | 3:1       | Once Caldas          |

## Fases finales

### Cuadro de desarrollo
|  | Octavos de final         | Octavos de final         | Octavos de final         | Octavos de final         | Octavos de final         |   |                 | Cuartos de final | Cuartos de final | Cuartos de final | Cuartos de final | Cuartos de final |  |         | Semifinales      | Semifinales      | Semifinales      | Semifinales      | Semifinales      |  |             | Final            | Final            | Final            | Final            | Final            |  |
|  | 23 de abril al 2 de mayo | 23 de abril al 2 de mayo | 23 de abril al 2 de mayo | 23 de abril al 2 de mayo | 23 de abril al 2 de mayo |   |                 | 7 al 16 de mayo  | 7 al 16 de mayo  | 7 al 16 de mayo  | 7 al 16 de mayo  | 7 al 16 de mayo  |  |         | 9 al 17 de julio | 9 al 17 de julio | 9 al 17 de julio | 9 al 17 de julio | 9 al 17 de julio |  |             | 24 y 31 de julio | 24 y 31 de julio | 24 y 31 de julio | 24 y 31 de julio | 24 y 31 de julio |  |
|  |                          |                          |                          |                          |                          |   |                 |                  |                  |                  |                  |                  |  |         |                  |                  |                  |                  |                  |  |             |                  |                  |                  |                  |                  |  |
|  |                          |                          |                          |                          |                          |   |                 |                  |                  |                  |                  |                  |  |         |                  |                  |                  |                  |                  |  |             |                  |                  |                  |                  |                  |  |
|  | G7 1                     | América                  | 1                        | 4                        | 5                        |   |                 |                  |                  |                  |                  |                  |  |         |                  |                  |                  |                  |                  |  |             |                  |                  |                  |                  |                  |  |
|  | G7 1                     | América                  | 1                        | 4                        | 5                        |   |                 |                  |                  |                  |                  |                  |  |         |                  |                  |                  |                  |                  |  |             |                  |                  |                  |                  |                  |  |
|  | G2 2                     | Cienciano                | 0                        | 1                        | 1                        |   |                 |                  |                  |                  |                  |                  |  |         |                  |                  |                  |                  |                  |  |             |                  |                  |                  |                  |                  |  |
|  | G2 2                     | Cienciano                | 0                        | 1                        | 1                        |   | América         | América          | 2                | 2                | 4                |                  |  |         |                  |                  |                  |                  |                  |  |             |                  |                  |                  |                  |                  |  |
|  |                          |                          |                          |                          |                          |   | América         | América          | 2                | 2                | 4                |                  |  |         |                  |                  |                  |                  |                  |  |             |                  |                  |                  |                  |                  |  |
|  |                          |                          | Monarcas Morelia         | Monarcas Morelia         | 1                        | 1 | 2               |                  |                  |                  |                  |                  |  |         |                  |                  |                  |                  |                  |  |             |                  |                  |                  |                  |                  |  |
|  | G5 1                     | Monarcas Morelia         | Monarcas Morelia         | Monarcas Morelia         | 1                        | 1 | 2               | 5                | 3                | 8                |                  |                  |  |         |                  |                  |                  |                  |                  |  |             |                  |                  |                  |                  |                  |  |
|  | G5 1                     | Monarcas Morelia         |                          |                          |                          |   |                 |                  |                  | 8                |                  |                  |  |         |                  |                  |                  |                  |                  |  |             |                  |                  |                  |                  |                  |  |
|  | G4 2                     | Olmedo                   | 0                        | 2                        | 2                        |   |                 |                  |                  |                  |                  |                  |  |         |                  |                  |                  |                  |                  |  |             |                  |                  |                  |                  |                  |  |
|  | G4 2                     | Olmedo                   | 0                        | 2                        | 2                        |   |                 |                  |                  |                  |                  |                  |  | América | América          | 0                | 1                | 1                |                  |  |             |                  |                  |                  |                  |                  |  |
|  |                          |                          |                          |                          |                          |   |                 |                  |                  |                  |                  |                  |  | América | América          | 0                | 1                | 1                |                  |  |             |                  |                  |                  |                  |                  |  |
|  |                          |                          | São Caetano              | São Caetano              | 2                        | 1 | 3               |                  |                  |                  |                  |                  |  |         |                  |                  |                  |                  |                  |  |             |                  |                  |                  |                  |                  |  |
|  | G1 1                     | São Caetano (p)          | São Caetano              | São Caetano              | 2                        | 1 | 3               | 1                | 1                | 2 (5)            |                  |                  |  |         |                  |                  |                  |                  |                  |  |             |                  |                  |                  |                  |                  |  |
|  | G1 1                     | São Caetano (p)          |                          |                          |                          |   |                 |                  |                  | 2 (5)            |                  |                  |  |         |                  |                  |                  |                  |                  |  |             |                  |                  |                  |                  |                  |  |
|  | G8 2                     | Universidad Católica     | 1                        | 1                        | 2 (4)                    |   |                 |                  |                  |                  |                  |                  |  |         |                  |                  |                  |                  |                  |  |             |                  |                  |                  |                  |                  |  |
|  | G8 2                     | Universidad Católica     | 1                        | 1                        | 2 (4)                    |   | São Caetano (p) | São Caetano (p)  | 0                | 2                | 2 (3)            |                  |  |         |                  |                  |                  |                  |                  |  |             |                  |                  |                  |                  |                  |  |
|  |                          |                          |                          |                          |                          |   | São Caetano (p) | São Caetano (p)  | 0                | 2                | 2 (3)            |                  |  |         |                  |                  |                  |                  |                  |  |             |                  |                  |                  |                  |                  |  |
|  |                          |                          | Peñarol                  | Peñarol                  | 1                        | 1 | 2 (1)           |                  |                  |                  |                  |                  |  |         |                  |                  |                  |                  |                  |  |             |                  |                  |                  |                  |                  |  |
|  | G3 1                     | Peñarol (p)              | Peñarol                  | Peñarol                  | 1                        | 1 | 2 (1)           | 2                | 2                | 4 (3)            |                  |                  |  |         |                  |                  |                  |                  |                  |  |             |                  |                  |                  |                  |                  |  |
|  | G3 1                     | Peñarol (p)              |                          |                          |                          |   |                 |                  |                  | 4 (3)            |                  |                  |  |         |                  |                  |                  |                  |                  |  |             |                  |                  |                  |                  |                  |  |
|  | G6 2                     | Montevideo Wanderers     | 2                        | 2                        | 4 (0)                    |   |                 |                  |                  |                  |                  |                  |  |         |                  |                  |                  |                  |                  |  |             |                  |                  |                  |                  |                  |  |
|  | G6 2                     | Montevideo Wanderers     | 2                        | 2                        | 4 (0)                    |   |                 |                  |                  |                  |                  |                  |  |         |                  |                  |                  |                  |                  |  | São Caetano | São Caetano      | 1                | 1                | 2 (2)            |                  |  |
|  |                          |                          |                          |                          |                          |   |                 |                  |                  |                  |                  |                  |  |         |                  |                  |                  |                  |                  |  | São Caetano | São Caetano      | 1                | 1                | 2 (2)            |                  |  |
|  |                          |                          | Olimpia (p)              | Olimpia (p)              | 0                        | 2 | 2 (4)           |                  |                  |                  |                  |                  |  |         |                  |                  |                  |                  |                  |  |             |                  |                  |                  |                  |                  |  |
|  | G4 1                     | América de Cali          | Olimpia (p)              | Olimpia (p)              | 0                        | 2 | 2 (4)           | 0                | 0                | 0                |                  |                  |  |         |                  |                  |                  |                  |                  |  |             |                  |                  |                  |                  |                  |  |
|  | G4 1                     | América de Cali          |                          |                          |                          |   |                 |                  |                  | 0                |                  |                  |  |         |                  |                  |                  |                  |                  |  |             |                  |                  |                  |                  |                  |  |
|  | G5 2                     | Nacional                 | 1                        | 0                        | 1                        |   |                 |                  |                  |                  |                  |                  |  |         |                  |                  |                  |                  |                  |  |             |                  |                  |                  |                  |                  |  |
|  | G5 2                     | Nacional                 | 1                        | 0                        | 1                        |   | Nacional        | Nacional         | 0                | 1                | 1                |                  |  |         |                  |                  |                  |                  |                  |  |             |                  |                  |                  |                  |                  |  |
|  |                          |                          |                          |                          |                          |   | Nacional        | Nacional         | 0                | 1                | 1                |                  |  |         |                  |                  |                  |                  |                  |  |             |                  |                  |                  |                  |                  |  |
|  |                          |                          | Grêmio                   | Grêmio                   | 1                        | 1 | 2               |                  |                  |                  |                  |                  |  |         |                  |                  |                  |                  |                  |  |             |                  |                  |                  |                  |                  |  |
|  | G2 1                     | Grêmio                   | Grêmio                   | Grêmio                   | 1                        | 1 | 2               | 2                | 4                | 6                |                  |                  |  |         |                  |                  |                  |                  |                  |  |             |                  |                  |                  |                  |                  |  |
|  | G2 1                     | Grêmio                   |                          |                          |                          |   |                 |                  |                  | 6                |                  |                  |  |         |                  |                  |                  |                  |                  |  |             |                  |                  |                  |                  |                  |  |
|  | G7 2                     | River Plate              | 1                        | 0                        | 1                        |   |                 |                  |                  |                  |                  |                  |  |         |                  |                  |                  |                  |                  |  |             |                  |                  |                  |                  |                  |  |
|  | G7 2                     | River Plate              | 1                        | 0                        | 1                        |   |                 |                  |                  |                  |                  |                  |  | Grêmio  | Grêmio           | 2                | 1                | 3 (4)            |                  |  |             |                  |                  |                  |                  |                  |  |
|  |                          |                          |                          |                          |                          |   |                 |                  |                  |                  |                  |                  |  | Grêmio  | Grêmio           | 2                | 1                | 3 (4)            |                  |  |             |                  |                  |                  |                  |                  |  |
|  |                          |                          | Olimpia (p)              | Olimpia (p)              | 3                        | 0 | 3 (5)           |                  |                  |                  |                  |                  |  |         |                  |                  |                  |                  |                  |  |             |                  |                  |                  |                  |                  |  |
|  | G8 1                     | Olimpia                  | Olimpia (p)              | Olimpia (p)              | 3                        | 0 | 3 (5)           | 2                | 2                | 4                |                  |                  |  |         |                  |                  |                  |                  |                  |  |             |                  |                  |                  |                  |                  |  |
|  | G8 1                     | Olimpia                  |                          |                          |                          |   |                 |                  |                  | 4                |                  |                  |  |         |                  |                  |                  |                  |                  |  |             |                  |                  |                  |                  |                  |  |
|  | G1 2                     | Cobreloa                 | 0                        | 1                        | 1                        |   |                 |                  |                  |                  |                  |                  |  |         |                  |                  |                  |                  |                  |  |             |                  |                  |                  |                  |                  |  |
|  | G1 2                     | Cobreloa                 | 0                        | 1                        | 1                        |   | Olimpia         | Olimpia          | 1                | 1                | 2                |                  |  |         |                  |                  |                  |                  |                  |  |             |                  |                  |                  |                  |                  |  |
|  |                          |                          |                          |                          |                          |   | Olimpia         | Olimpia          | 1                | 1                | 2                |                  |  |         |                  |                  |                  |                  |                  |  |             |                  |                  |                  |                  |                  |  |
|  |                          |                          | Boca Juniors             | Boca Juniors             | 1                        | 0 | 1               |                  |                  |                  |                  |                  |  |         |                  |                  |                  |                  |                  |  |             |                  |                  |                  |                  |                  |  |
|  | G6 1                     | Boca Juniors             | Boca Juniors             | Boca Juniors             | 1                        | 0 | 1               | 0                | 2                | 2                |                  |                  |  |         |                  |                  |                  |                  |                  |  |             |                  |                  |                  |                  |                  |  |
|  | G6 1                     | Boca Juniors             |                          |                          |                          |   |                 |                  |                  | 2                |                  |                  |  |         |                  |                  |                  |                  |                  |  |             |                  |                  |                  |                  |                  |  |
|  | G3 2                     | El Nacional              | 0                        | 0                        | 0                        |   |                 |                  |                  |                  |                  |                  |  |         |                  |                  |                  |                  |                  |  |             |                  |                  |                  |                  |                  |  |
|  | G3 2                     | El Nacional              | 0                        | 0                        | 0                        |   |                 |                  |                  |                  |                  |                  |  |         |                  |                  |                  |                  |                  |  |             |                  |                  |                  |                  |                  |  |
|  |                          |                          |                          |                          |                          |   |                 |                  |                  |                  |                  |                  |  |         |                  |                  |                  |                  |                  |  |             |                  |                  |                  |                  |                  |  |

- Nota: En cada llave, el equipo que ocupa la primera línea es el que definió la serie como local.
- Nota 2: En las llaves de octavos de final, a cada equipo se le indica "Gx p", donde p es la posición final que ocupó en el grupo x de la fase de grupos.

### Octavos de final
| 23 de abril de 2002 | Cienciano | 0:1 (0:0) | América   | Estadio Inca Garcilaso de la Vega, Cuzco |                         |
|                     |           |           | Navia 68' | Árbitro(s): José Carpio                  | Árbitro(s): José Carpio |

| 1 de mayo de 2002 | América                                   | 4:1 (2:0) | Cienciano | Estadio Azteca, Ciudad de México |                              |
|                   | Navia 5', 89' · Castillo 24' · Patiño 71' |           | Carty 46' | Árbitro(s): Gustavo Gallesio     | Árbitro(s): Gustavo Gallesio |

| 24 de abril de 2002 | Olmedo | 0:5 (0:1) | Monarcas Morelia                         | Estadio Olímpico, Riobamba  |                             |
|                     |        |           | Noriega 41', 48', 85' · Íñiguez 70', 83' | Árbitro(s): Henry Cervantes | Árbitro(s): Henry Cervantes |

| 30 de abril de 2002 | Monarcas Morelia                 | 3:2 (0:2) | Olmedo            | Estadio Morelos, Morelia   |                            |
|                     | Fernandes 79', 85' · Noriega 83' |           | Iachetti 42', 52' | Árbitro(s): Martín Vázquez | Árbitro(s): Martín Vázquez |

| 25 de abril de 2002 | Universidad Católica | 1:1 (1:1) | São Caetano | Estadio San Carlos de Apoquindo, Santiago |                            |
|                     | Campos 28'           |           | Anaílson 9' | Árbitro(s): Daniel Giménez                | Árbitro(s): Daniel Giménez |

| 1 de mayo de 2002 | São Caetano                                   | 1:1 (1:0) (4:2 p.)         | Universidad Católica                       | Estadio Anacleto Campanella, São Caetano do Sul |                           |
|                   | Brandão 45'                                   |                            | Norambuena 51'                             | Árbitro(s): Carlos Torres                       | Árbitro(s): Carlos Torres |
|                   |                                               | Tiros desde el punto penal |                                            |                                                 |                           |
|                   | Adãozinho · Senna · Marlon · Cardoso · Daniel |                            | Ramírez · Norambuena · Segovia · Ormazábal |                                                 |                           |

| 24 de abril de 2002 | Montevideo Wanderers | 2:2 (2:1) | Peñarol              | Estadio Centenario, Montevideo                             |                                                            |
|                     | Eguren 28', 32'      |           | Bueno 8', 57' (pen.) | Asistencia: 10.000 espectadores Árbitro(s): Martín Vázquez | Asistencia: 10.000 espectadores Árbitro(s): Martín Vázquez |

| 30 de abril de 2002 | Peñarol                              | 2:2 (1:0) (3:0 p.)         | Montevideo Wanderers      | Estadio Centenario, Montevideo                               |                                                              |
|                     | Bueno 29' · De Souza 72'             |                            | Herrera 55' · Larrea 84'  | Asistencia: 30.000 espectadores Árbitro(s): Fernando Cabrera | Asistencia: 30.000 espectadores Árbitro(s): Fernando Cabrera |
|                     |                                      | Tiros desde el punto penal |                           |                                                              |                                                              |
|                     | Bengoechea · García · Rotundo · Lima |                            | Herrera · Lago · Martínez |                                                              |                                                              |

| 23 de abril de 2002 | Nacional    | 1:0 (0:0) | América de Cali | Estadio Centenario, Montevideo |                             |
|                     | Vanzini 87' |           |                 | Árbitro(s): Antônio Pereira    | Árbitro(s): Antônio Pereira |

| 2 de mayo de 2002 | América de Cali | 0:0 | Nacional | Estadio Pascual Guerrero, Cali |  |
|                   |                 |     |          | Árbitro(s): Gilberto Hidalgo   |  |

| 24 de abril de 2002 | River Plate | 1:2 (0:0) | Grêmio                   | Estadio Monumental, Buenos Aires |                             |
|                     | Coudet 46'  |           | Tinga 57' · Gilberto 90' | Árbitro(s): Carlos Amarilla      | Árbitro(s): Carlos Amarilla |

| 2 de mayo de 2002 | Grêmio                                               | 4:0 (2:0) | River Plate | Estadio Olímpico Monumental, Porto Alegre |                        |
|                   | Mendes 40' · Luizão 45' · Zinho 69' · Luís Mário 76' |           |             | Árbitro(s): Óscar Ruiz                    | Árbitro(s): Óscar Ruiz |

| 23 de abril de 2002 | Cobreloa      | 0:2 | Olimpia    | Estadio Municipal, Calama |                           |
| | Dinamarca 10' |     | Zelaya 12' | Árbitro(s): Ángel Sánchez | Árbitro(s): Ángel Sánchez |
| Partido suspendido en el entretiempo cuando se encontraba 1:1, por agresiones por parte de la parcialidad local hacia el árbitro Ángel Sánchez. Posteriormente, Conmebol le otorgó el triunfo a Olimpia por 2:0. |               |     |            |                           |                           |

| 2 de mayo de 2002 | Olimpia                | 2:1 (2:0) | Cobreloa     | Estadio Defensores del Chaco, Asunción |                                     |
|                   | Benítez 24' · Báez 45' |           | Canobbio 48' | Árbitro(s): Paulo César de Oliveira    | Árbitro(s): Paulo César de Oliveira |

| 25 de abril de 2002 | El Nacional | 0:0 | Boca Juniors | Estadio Olímpico Atahualpa, Quito |  |
|                     |             |     |              | Árbitro(s): Óscar Ruiz            |  |

| 1 de mayo de 2002 | Boca Juniors            | 2:0 (2:0) | El Nacional | Estadio La Bombonera, Buenos Aires |                            |
|                   | Calvo 27' · Delgado 36' |           |             | Árbitro(s): Carlos Chandía         | Árbitro(s): Carlos Chandía |

### Cuartos de final
| 7 de mayo de 2002 | Monarcas Morelia | 1:2 (1:0) | América        | Estadio Morelos, Morelia  |                           |
|                   | Morales 2'       | Reporte   | Navia 74', 75' | Árbitro(s): Arturo Carter | Árbitro(s): Arturo Carter |

| 16 de mayo de 2002 | América                 | 2:1 (0:0) | Monarcas Morelia | Estadio Azteca, Ciudad de México |                          |
|                    | Patiño 75' · Castro 84' | Reporte   | Franco 86'       | Árbitro(s): Felipe Ramos         | Árbitro(s): Felipe Ramos |

| 9 de mayo de 2002 | Peñarol  | 1:0 (1:0) | São Caetano | Estadio Centenario, Montevideo |                              |
|                   | Lima 25' | Reporte   |             | Árbitro(s): Horacio Elizondo   | Árbitro(s): Horacio Elizondo |

| 14 de mayo de 2002                                         | São Caetano                         | 2:1 (1:1) (3:1 p.)         | Peñarol                             | Estadio Anacleto Campanella, São Caetano do Sul |                        |
|                                                            | Jean Carlos 27' · Somália 55'       | Reporte                    | Jiménez 1'                          | Árbitro(s): Óscar Ruiz                          | Árbitro(s): Óscar Ruiz |
|                                                            |                                     | Tiros desde el punto penal |                                     |                                                 |                        |
|                                                            | Adãozinho · Senna · Marlon · Robert |                            | Bengoechea · Bueno · Rotundo · Lima |                                                 |                        |
| El gol de Daniel Jiménez fue convertido a los 43 segundos. |                                     |                            |                                     |                                                 |                        |

| 8 de mayo de 2002 | Grêmio    | 1:0 (0:0) | Nacional | Estadio Olímpico Monumental, Porto Alegre |                            |
|                   | Fabri 77' | Reporte   |          | Árbitro(s): Carlos Chandía                | Árbitro(s): Carlos Chandía |

| 15 de mayo de 2002 | Nacional           | 1:1 (0:0) | Grêmio          | Estadio Centenario, Montevideo |                             |
|                    | Morales 54' (pen.) | Reporte   | Claudiomiro 70' | Árbitro(s): Carlos Amarilla    | Árbitro(s): Carlos Amarilla |

| 8 de mayo de 2002 | Boca Juniors | 1:1 (1:0) | Olimpia             | Estadio La Bombonera, Buenos Aires |                              |
|                   | Tévez 18'    | Reporte   | Traverso 67' (a.g.) | Árbitro(s): Gilberto Hidalgo       | Árbitro(s): Gilberto Hidalgo |

| 16 de mayo de 2002 | Olimpia   | 1:0 (0:0) | Boca Juniors | Estadio Defensores del Chaco, Asunción |                             |
|                    | Isasi 67' | Reporte   |              | Árbitro(s): Antônio Pereira            | Árbitro(s): Antônio Pereira |

### Semifinales
| 9 de julio de 2002 | São Caetano                        | 2:0 (2:0) | América | Estadio Anacleto Campanella, São Caetano do Sul |                           |
|                    | Somália 25' · Adãozinho 41' (pen.) | Reporte   |         | Árbitro(s): Ubaldo Aquino                       | Árbitro(s): Ubaldo Aquino |

| 16 de julio de 2002 | América   | 1:1 (0:1) | São Caetano | Estadio Azteca, Ciudad de México |                        |
|                     | Pardo 48' | Reporte   | Aílton 8'   | Árbitro(s): Óscar Ruiz           | Árbitro(s): Óscar Ruiz |

| 10 de julio de 2002 | Olimpia                        | 3:2 (1:1) | Grêmio                         | Estadio Defensores del Chaco, Asunción |                            |
|                     | Órteman 27', 56' · Benítez 62' | Reporte   | Ânderson Lima 13' · Mendes 85' | Árbitro(s): Carlos Chandía             | Árbitro(s): Carlos Chandía |

| 17 de julio de 2002 | Grêmio                                                     | 1:0 (1:0) (4:5 p.)         | Olimpia                                       | Estadio Olímpico Monumental, Porto Alegre |                            |
|                     | Zinho 45+1'                                                | Reporte                    |                                               | Árbitro(s): Daniel Giménez                | Árbitro(s): Daniel Giménez |
|                     |                                                            | Tiros desde el punto penal |                                               |                                           |                            |
|                     | Ânderson Lima · Ânderson Polga · Zinho · Fabri · Menegazzo |                            | Enciso · Órteman · López · Caballero · Franco |                                           |                            |

### Final
| Ida; 24 de julio de 2002, 20:45 (UTC-4) | Olimpia | 0:1 (0:0) | São Caetano | Estadio Defensores del Chaco, Asunción                       |                                                              |
|                                         |         | Reporte   | Aílton 61'  | Asistencia: 40 000 espectadores Árbitro(s): Horacio Elizondo | Asistencia: 40 000 espectadores Árbitro(s): Horacio Elizondo |

| Vuelta; 31 de julio de 2002, 21:45 (UTC-3) | São Caetano                           | 1:2 (1:0) (2:4 p.)         | Olimpia                              | Estadio Pacaembú, São Paulo                            |                                                        |
|                                            | Aílton 31'                            | Reporte                    | Córdoba 49' · Báez 59'               | Asistencia: 32 000 espectadores Árbitro(s): Óscar Ruiz | Asistencia: 32 000 espectadores Árbitro(s): Óscar Ruiz |
|                                            |                                       | Tiros desde el punto penal |                                      |                                                        |                                                        |
|                                            | Adãozinho · Senna · Marlon · Serginho |                            | Enciso · Órteman · López · Caballero |                                                        |                                                        |

|                             |
| Bandera de Paraguay         |
| Campeón Olimpia 3.er título |

## Estadísticas

### Goleadores
| Jugador              | Club              | Goles |
| -------------------- | ----------------- | ----- |
| Rodrigo Mendes       | Grêmio            | 10    |
| José Antonio Noriega | Monarcas Morelia  | 8     |
| Alex Fernandes       | Monarcas Morelia  | 7     |
| Brandão              | São Caetano       | 6     |
| Richart Báez         | Olimpia           | 5     |
| Carlos Bueno         | Peñarol           | 5     |
| Sergio Galván        | Once Caldas       | 5     |
| Fabio Giménez        | Oriente Petrolero | 5     |
| Richard Morales      | Nacional          | 5     |
| Reinaldo Navia       | América           | 5     |
| Wágner               | São Caetano       | 5     |
| Héctor Hernández     | Cienciano         | 4     |